# شجر الدر
شجر الدر با نام کامل (به عربی: عصمة الدین أم خلیل شجر الدر) آخرین ملکه ایوبیان بود، در طول جنگ صلیبی هفتم که با مرگ نابهنگام  شوهرش همراه بود، او سپاهیان فرانسوی را شکست داد، کشور را به خوبی در لبه سقوط اداره کرد، بخاطر همه شایستگی‌هایش و با دست داشتند در ترور پسرخوانده ناسپاسش المعظم توران‌شاه که سلطنتش را مدیون شجر الدر بود، شجر الدر تاج و تخت را به‌دست گرفت. در نهایت به دلیل مخالفت برخی از مردان بیشتر در خارج از کشور از طرف خلافت عباسی بعد از سه ماه سلطنت مجبور به کناره‌گیری شد و آن را به عزالدین ایبک که فرمانده لشکریان او در سلطنت کوتاهش بود داد که شجر الدر با وادار کردن ایبک به طلاق از همسر اولش و ازدواج با او برای حفظ قدرت اقدام کرد. اختلافات و سوءظن بخشی مهم از روابط ایبک سلطانی که به‌دنبال برتری و امنیت بود و شجر الدر سلطان سابق که به‌دنبال تنها حکومت بر مصر بود. شجر الدر در طول حکومت ایبک امور سلطنت را از او پنهان می کرد و خود آن را کنترل کرد. در نهایت اختلافات هر دو به جایی کشید که شجر الدر ایبک را در حمام به قتل رساند و به دنبال نقشه ای برای بازگرداند تاج و تخت بود، ولی نقشه او فاش شد و به دستور بعضی از رهبران ممالیک کشته شد.

## لقب
منابع متعددی ادعا می‌کنند که شجر الدر لقب «سلطانة» را که شکل زنانه عنوان سلطان است، به خود اختصاص داده. اما در منابع تاریخی (به ویژه ابن واصل) و بر روی تنها سکه موجود از شجر الدر از او به عنوان «سلطان» نام برده شده‌است.